# Maire de Chicago
Le maire de Chicago (en anglais : Mayor of Chicago) est le chef du pouvoir exécutif (Chief executive) du gouvernement de la ville de Chicago, la troisième ville des États-Unis par sa population, dans l'État de l'Illinois.

## Rôle et pouvoirs
Il ou elle est chargé(e) de contrôler et diriger les services municipaux et agences de la ville (Departments et agencies), ainsi que les différentes administrations spécialisées dont il nomme les chefs sur avis et approbation du conseil municipal de Chicago (Chicago City Council). Il est élu pour quatre ans et applique toutes les ordonnances, valide le budget annuel et les lois proposés par le conseil municipal et détient un droit de veto au Conseil de la ville. Tout comme les chambres du conseil municipal, le bureau du maire se trouve à l'hôtel de ville de Chicago (Chicago City Hall), siège officiel du gouvernement de Chicago situé au 121 North LaSalle Street dans le secteur du Loop.
L'actuel maire est Brandon Johnson depuis le 15 mai 2023.

## Historique

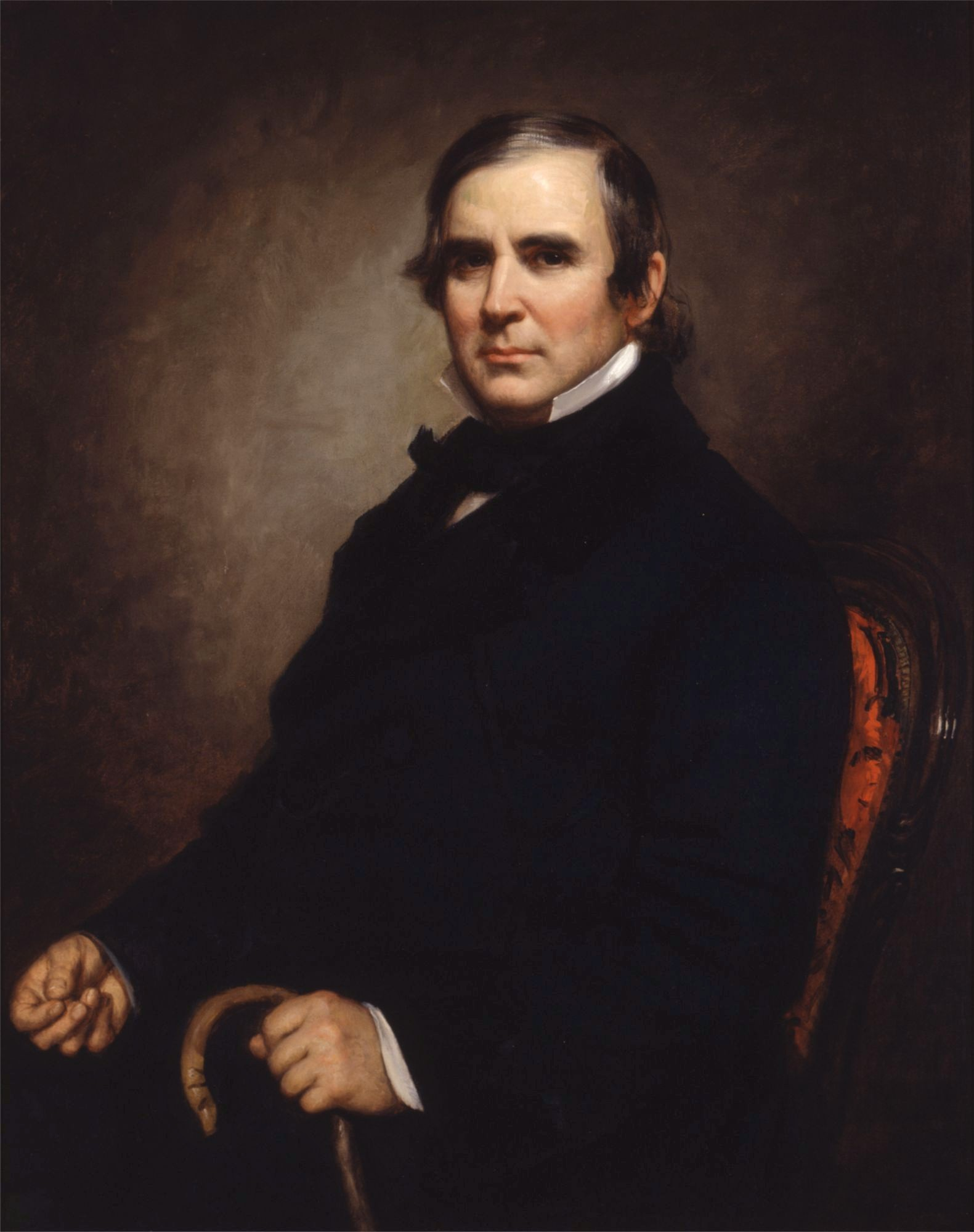
William Butler Ogden, premier maire de Chicago élu en mai 1837.

En 1837, lors de l'incorporation de Chicago en tant que municipalité, le premier maire élu est William Butler Ogden, un promoteur des transports lacustres et ferroviaires qui sont à la base du développement de la cité. Deux maires furent assassinés lors de leur mandat : Carter Harrison, Sr. (le 28 octobre 1893) et Anton Cermak (le 6 mars 1933).
Dans l'histoire récente de la ville, les Démocrates ont dominé la course à l'hôtel de ville, il faut remonter à 1931 pour trouver le Républicain, William Hale Thompson, occupant ce mandat. On compte deux familles dont père et fils occupèrent le siège de maire : Carter Harrison, Sr. et Carter Harrison, Jr. ainsi que Richard J. Daley et Richard M. Daley. Carter Harrison, Jr. est le premier des maires à être né à Chicago. La première femme élue à ce poste fut Jane Byrne en 1979 et le premier afro-américain fut Harold Washington en 1983.
Richard J. Daley, maire de 1955 à 1976, est considéré aux États-Unis comme le « dernier boss des grandes villes », expression faisant allusion à sa façon d'avoir diriger la ville d'une main de fer. Richard Daley avait acquis une position majeure au sein du Parti démocrate. Richard J. Daley a le mérite d'avoir su éviter à Chicago le même déclin économique que d'autres villes industrielles de la Rust Belt, et d'avoir mis en chantier plusieurs constructions d'importance, telles que l'aéroport international O'Hare, un des plus importants au monde quant au trafic, et la Willis Tower, plus haut gratte-ciel du monde de 1973 à 1998 et du continent américain jusqu'en 2013. Le maire ayant occupé ce mandat le plus longtemps est Richard M. Daley, son fils, qui est resté à la tête du gouvernement de Chicago durant 22 ans, de 1989 à 2011. Daley reçoit plus de 70 % des voix aux élections municipales de 1999, 2003 et 2007, sans grande opposition. En effet, Daley est un maire ambitieux qui connaît de nombreuses réussites depuis son premier mandat en 1989, il est responsable de nombreuses innovations en matière de modernisation de sa ville et de rénovation urbaine, d'environnement, de résurgence dans le tourisme, et de rayonnement international sur les plans économique et culturel ; il joue un rôle important dans la sélection de la ville de Chicago pour les Jeux olympiques d'été de 2016. En 2010, il est nommé « meilleur maire des cinq plus grandes villes des États-Unis » et comme étant un homme « charismatique et puissant » par le Time magazine. Il sera également surnommé « le boss » par le journal Libération et plusieurs hommes politiques durant sa carrière. Cependant, en septembre 2010 il annonce ne pas se présenter pour un nouveau mandat en 2011.

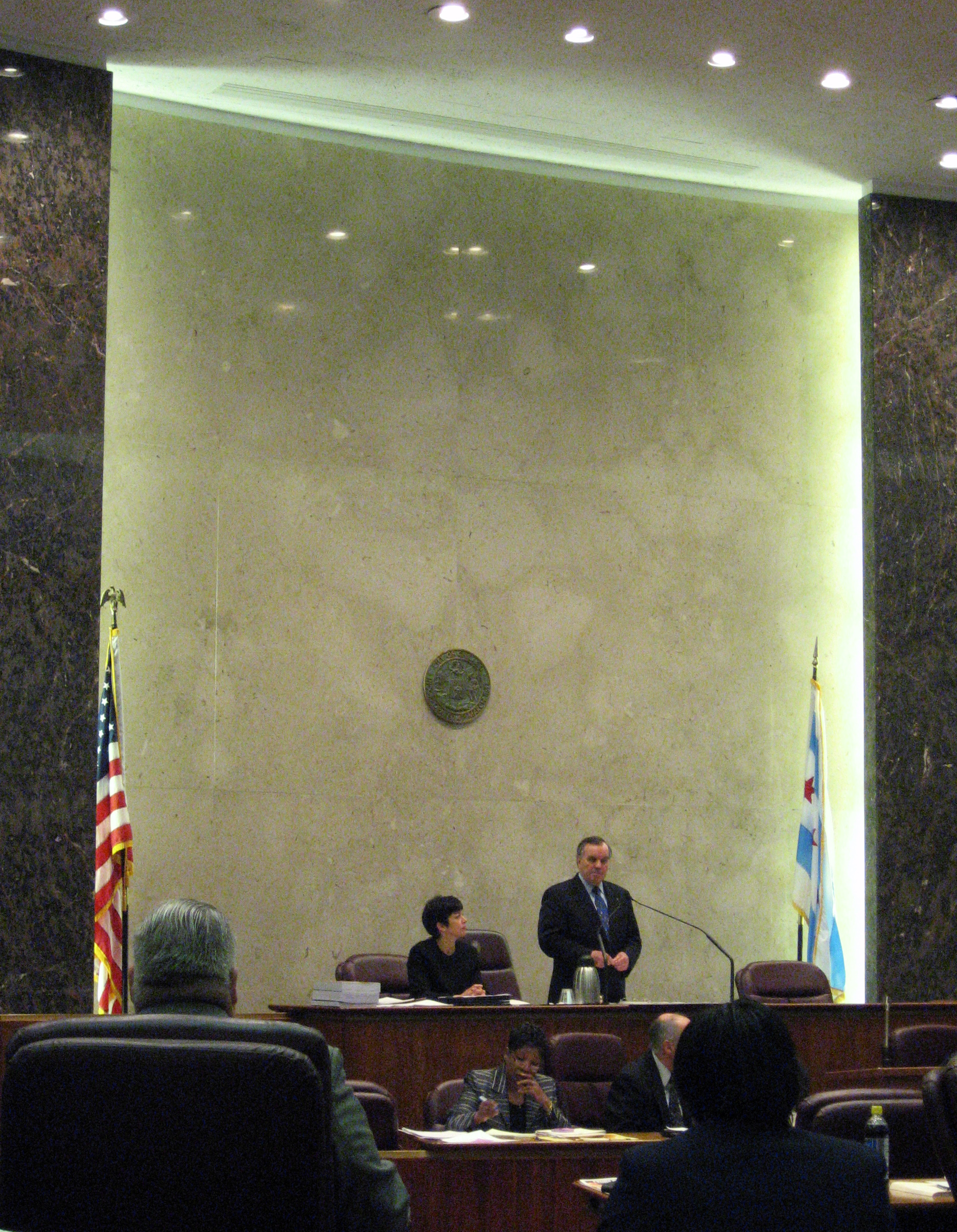
Le maire Richard M. Daley lors d'une séance au Conseil de la ville.

Daley est remplacé par Rahm Emanuel le 16 mai 2011, élu maire de Chicago avec 55 % des voix. Lori Lightfoot, la première femme maire afro-américaine de la ville et première maire ouvertement homosexuelle, a été élue pour succéder à Rahm Emanuel en tant que maire en 2019. Durant son mandat, les trois postes électifs à l'échelle de la ville étaient occupés par des femmes pour la première fois dans l'histoire de Chicago : en plus de Lightfoot, la greffière municipale (City Clerk) était Anna Valencia et la trésorière municipale (City Treasurer), Melissa Conyears-Ervin.

## Élection
Le maire de Chicago est élu par vote populaire au scrutin uninominal majoritaire à deux tours tous les quatre ans, le dernier mardi de février. Un second tour a lieu, le premier mardi d'avril, en cas d'égalité entre les deux candidats en tête au premier tour. À l'origine le mandat était d'un an, il a été porté à deux ans en 1872, puis porté à quatre ans renouvelable sans limitation en 1907. Chicago est la plus grande ville américaine dont le nombre de mandats en tant que maire ne soit pas limité. L'élection se fait sur une base non partisane depuis 1999. Depuis 1931, tous les maires de Chicago appartiennent au Parti démocrate.

## Mandat
Le mandat de maire était de deux ans jusqu'en 1907, où il fut porté à quatre. Jusqu'en 1861, les élections municipales se tenaient en mars et le mandat débutait en avril. En 1869, les élections furent fixées à novembre.